# Pablo Larraín

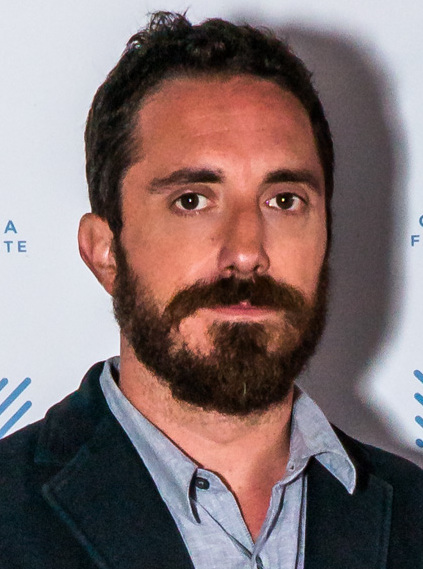
Pablo Larraín (2016)

Pablo Larraín Matte (* 19. August 1976 in Santiago de Chile) ist ein chilenischer Filmregisseur, Produzent und Drehbuchautor.

## Leben
Pablo Larraín wurde 1976 in der chilenischen Hauptstadt Santiago als zweites Kind der späteren UDI-Parteifunktionäre Hernán Larraín und Magdalena Matte geboren.
Er studierte Film an der Universidad de las Artes, Ciencias, y Comunicaciones (UNIACC) in Santiago. Zu seinen Dozenten gehörte dabei auch der renommierte chilenische Filmemacher und Schriftsteller Miguel Littín. Anschließend arbeitete er als Fotograf und Werbefilmer.
Im Jahr 2005 gründete er zusammen mit seinem Bruder Juan de Dios Larraín die Produktionsfirma Fábula. Sein Spielfilmdebüt gab er ein Jahr später mit dem mehrfach ausgezeichneten Musikerdrama Fuga.
In den drei anschließenden Spielfilmen Tony Manero, Post Mortem und No! setzt er sich mit der Geschichte der Militärdiktatur unter Augusto Pinochet auseinander. No! wurde 2013 als erster chilenischer Film überhaupt für den Oscar für den besten fremdsprachigen Film nominiert. Auf der Berlinale 2015 erhielt sein Film El Club den Großen Preis der Jury.
2016 folgte mit Jackie: Die First Lady sein erster englischsprachiger Spielfilm. Das Drama begleitet die US-amerikanische Präsidentengattin Jacqueline Kennedy (dargestellt von Natalie Portman) nach der Ermordung ihres Ehemanns John F. Kennedy drei Tage lang.
Im Jahr 2022 folgten die Dreharbeiten zur Satire El Conde über Augusto Pinochet.
Neben seiner Regietätigkeit tritt Larraín als Produzent weiterer viel beachteter chilenischer Filme der letzten Jahre auf, wie etwa The Year of the Tiger und Gloria von Sebastián Lelio oder Young & Wild von Marialy Rivas.
Er ist mit der chilenischen Schauspielerin Antonia Zegers verheiratet. Das Paar hat zwei Kinder.

## Filmografie (Auswahl)
- 2006: Fuga – Regie, Drehbuch
- 2008: Tony Manero – Regie, Drehbuch
- 2010: Post Mortem – Regie, Drehbuch
- 2011: The Year of the Tiger (El año del tigre) – Produktion
- 2012: Young & Wild (Joven y alocada) – Produktion
- 2012: No! (No) – Regie, Produktion
- 2013: Gloria – Produktion
- 2015: El Club – Regie
- 2016: Neruda – Regie
- 2016: Jackie: Die First Lady (Jackie) – Regie
- 2019: Ema – Regie
- 2020: Nobody Knows I’m Here (Nadie sabe que estoy aquí) – Produktion
- 2020: Homemade – Produktion
- 2021: Spencer
- 2023: Die unendliche Erinnerung (La memoria infinita, Dokumentarfilm) – Produktion
- 2023: Brujería – Produktion
- 2023: El Conde – Regie, Drehbuch
- 2024: Maria – Regie
- 2024: Rich Flu – Produktion
- 2025: The Wave (La ola) – Produktion

## Auszeichnungen (Auswahl)
Internationale Filmfestspiele Berlin
- 2015: Silberner Bär – Großer Preis der Jury (El Club)

Internationales Festival des Neuen Lateinamerikanischen Films
- 2015: Große Koralle – Hauptpreis (El Club)

Internationale Filmfestspiele von Cannes
- 2012: CICAE-Preis (No!)